# Вологі ліси Чоко та Дар'єну
Вологі ліси Чоко та Дар'єну (ідентифікатор WWF: NT0115) — неотропічний екорегіон тропічних та субтропічних вологих широколистяних лісів, розташований на сході Панами та на заході Колумбії. Він характеризується одним з найвищих рівнів біорізноманіття у світі.

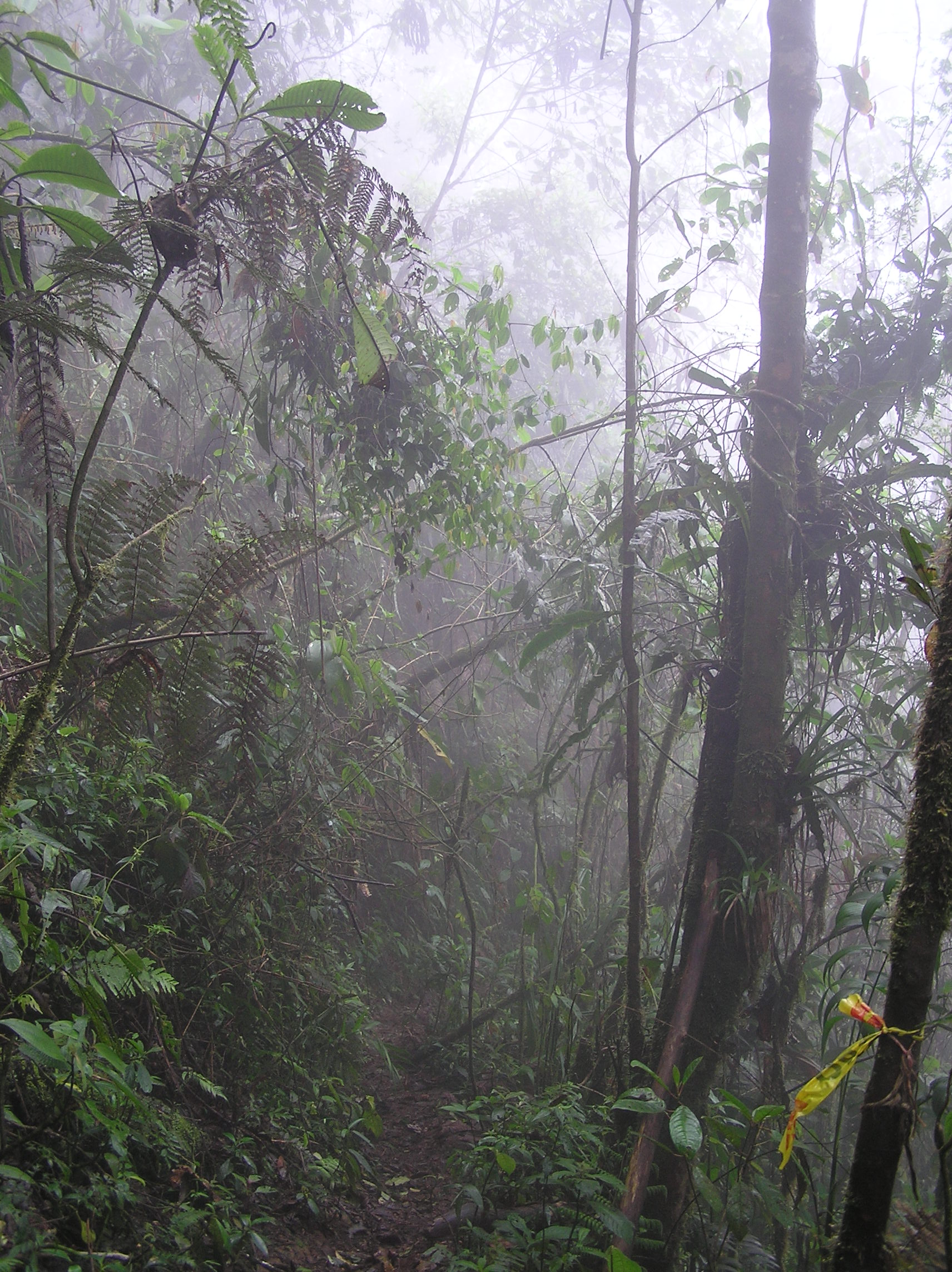
Дощові ліси у Національному парку Фаральонес-де-Калі (Колумбія)

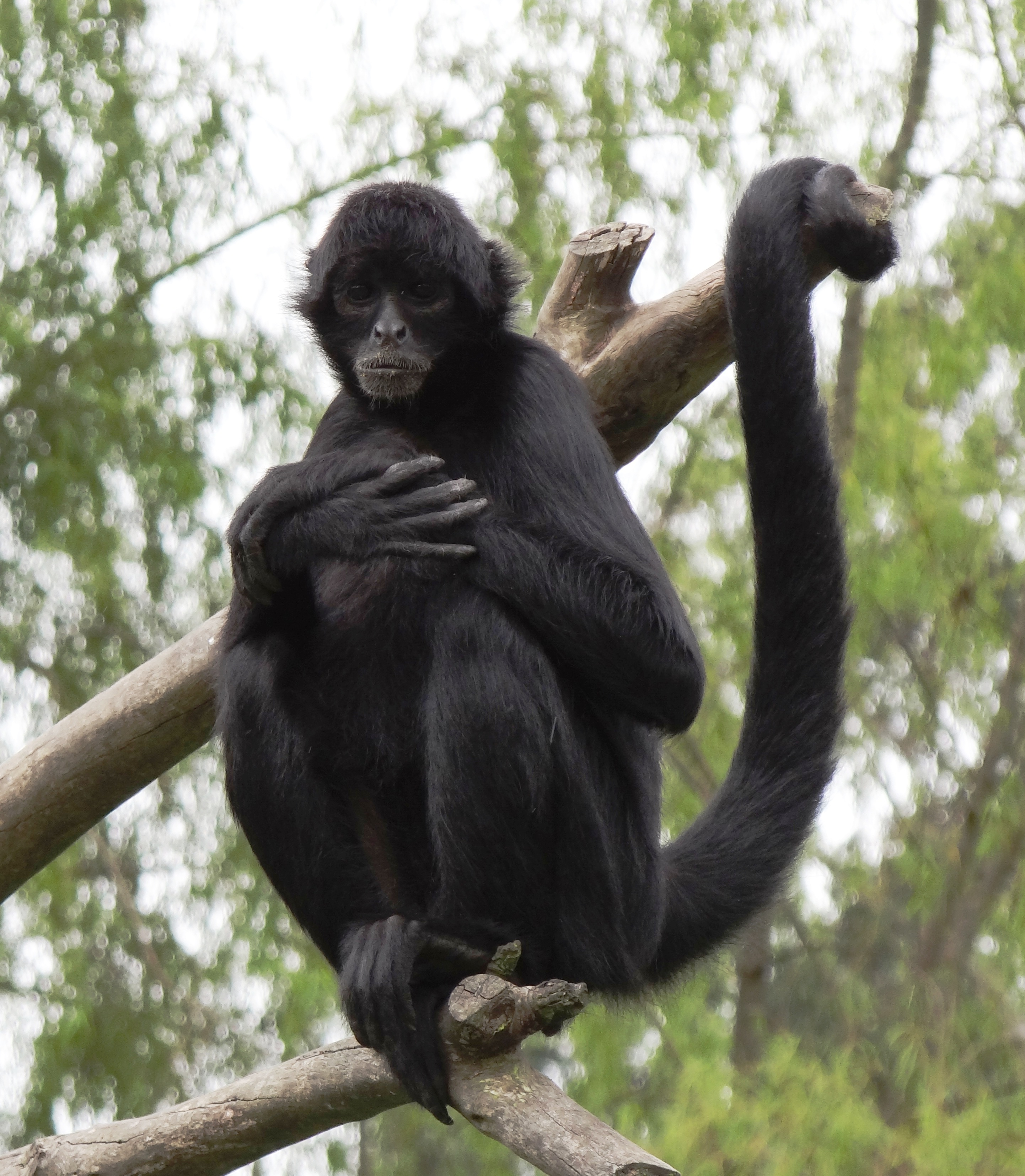
Буроголова коата (Ateles fusciceps)

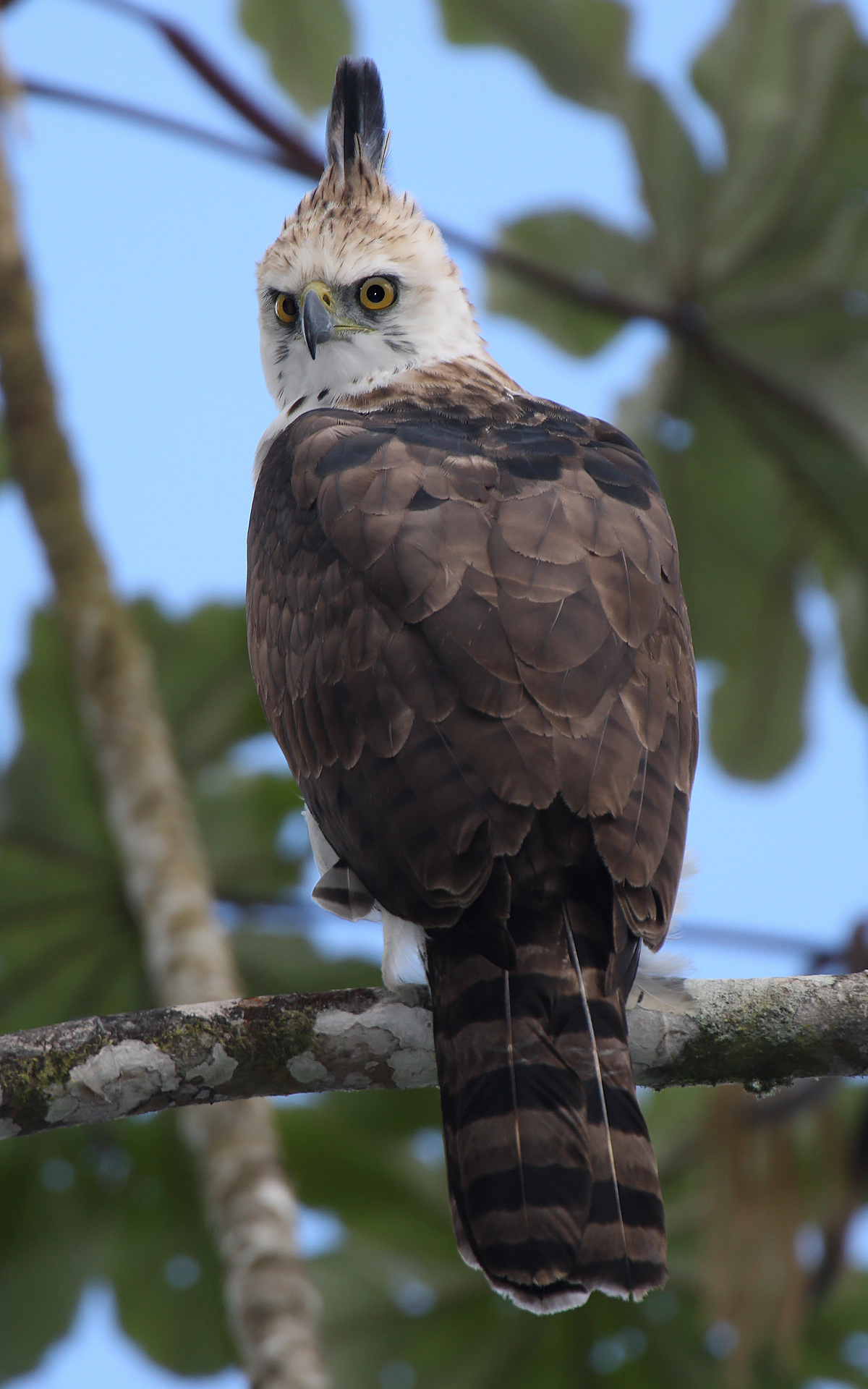
Рудошиїй орел-чубань (Spizaetus ornatus)

## Географія
Екорегіон вологих лісів Чоко та Дар'єну простягається від провінції Дар'єн та регіонів Гуна-Яла і Ембера-Воунаан на сході Панами на південний захід уздовж майже всього тихоокеанського узбережжя Колумбії, через територію департаментів Чоко, Вальє-дель-Каука, Каука та Нариньйо. Він охоплює Дар'єнський розрив — велику ділянку неосвоєної території на панамсько-колумбійському кордоні, де зустрічаються одні з найбільш непрохідних лісів та боліт світу, а також кілька островів в Тихому океані, зокрема Перлинні острови, розташовані у Панамській затоці, та вулканічний острів Горгона, розташований біля узбережжя Кауки. На сході екорегіон обмежений Андами, які відділяють дощові ліси колумбійського узбережжя від дощових лісів Амазонії та басейну Ориноко. Загальна площа екорегіону становить понад 72 500 км².
Рельєф екорегіону переважно представлений прибережними рівнинами, що лежать на висоті до 1000 м над рівнем моря. які на сході переходять у західні схили Колумбійських Анд. Над рівнинами регіону, зокрема в районі Дар'єнського розриву, підіймаються кілька гірських масивів, зокрема Серро-Торра, Серранія-дель-Дар'єн, Сьєрра-Льорона-де-Сан-Блас та Серранія-дель-Баудо. В межах екорегіону виділяють п'ять менших субрегіонів: горбисті райони Дар'єну та Ураби на півночі; прибережні низовини, що лежать уздовж узбережжя Тихого океану на висоті до 500 м над рівнем моря; центральну смугу тихоокеанського узбережжя, що включає гирло річки Сан-Хуан; пагорби Ель-Кармен-дель-Атрато та Сан-Хосе-дель-Пальмар; і, нарешті, тихоокеанські схили на висоті від 500 до 1000 м над рівнем моря.
На прибережних рівнинах переважають молоді алювіальні відклади, у горбистих районах — більш давні, еродовані кайнозойські осадові породи, а в передгір'ях Анд — ще більш давні мезозойські породи. З Колумбійських Анд до океану через територію регіону стікають кілька великих річок, зокрема Атрато, Баудо і Сан-Хуан на півночі та Мікай і Патія на півдні. Прорізаючи гори, ці річки утворюють великі ущелини, пороги та водоспади, а на низьких висотах вони широко розливаються та утворюють численні меандри. В екорегіоні переважають латеритні червоні глинисті ґрунти, які внаслідок надмірної кількості опадів переважно бідні на поживні речовини, однак поблизу підніжжя Анд та в заплавах великих річок ґрунти молодші та не такі вилужені.
На північному заході, на території Панамського перешийку, вологі ліси екорегіону переходять у панамські атлантичні вологі ліси та оточують ізольовані ділянки гірських лісів Східної Панами. На північному сході вони переходять у вологі ліси Магдалени та Ураби, поширені уздовж узбережжя Карибського моря, в горах Колумбійських Анд на сході — у гірські ліси Північно-Західних Анд, а на півдні — у вологі ліси Західного Еквадору. На узбережжі Тихого океану зустрічаються ділянки мангрових лісів, які є частиною екорегіону мангрів Есмеральдасу та тихоокеанського узбережжя Колумбії.

## Клімат
В межах екорегіону переважає екваторіальний клімат (Af за класифікацією кліматів Кеппена). Середньорічна температура тут становить приблизно 23,6 °C, середня максимальна температура — 30 °C, а середня мінімальна температура — 18,6 °C. Середньорічна кількість опадів в екорегіоні є однією з найвищих у світі — від 4000 до 9000 мм, а в центральній частині регіону вона може досягати 13 000 мм. Крайня північ та крайній південь є порівняно сухішими, а у деяких районах навіть спостерігається короткий сухий сезон з січня по березень.

## Флора
В межах екорегіону зустрічаються різні рослинні угруповання, залежно від кількості опадів, насиченості вологою ґрунту та близькості до океану. Основними рослинними угрупованнями екорегіону є вологі дощові ліси. На півночі у цих лісах домінують молочні дерева (Brosimum utile), платанолисті бонго (Cavanillesia platanifolia), високі кеш'ю (Anacardium excelsum), панамські каучукові дерева (Castilla elastica), гвіанські зміїні дерева (Brosimum guianense), бавовняні дерева (Ceiba pentandra), олійні чойби (Dipteryx oleifera) та різні види пахір (Pachira spp.). Ці дерева утворюють лісовий намет, над яким підіймаються поодинокі емерджентні дерева. У підліску поширені західні мабеї (Mabea occidentalis) та різні види міконій (Miconia spp.). У заплавних лісах, що періодично затоплюються водою, поширені копаїбові пріорії (Prioria copaifera). В лісах на півдні екорегіону дощові ліси мають подібну структуру, що й на півночі, яка характеризується двома деревними ярусами. Кремезні дерева в них вкриті численними ліанами та епіфітами. На крайньому півдні та півночі екорегіону, де спостерігається сухий сезон, зустрічаються деякі листяні дерева.
На більших висотах у центральній частині екорегіону поширені дощові ліси, а на нижчих висотах — вологі або дуже вологі тропічні ліси. Тут зустрічаються види, які в інших регіонах зустрічалися лише в гірських хмарних лісах. Стовбури та гілки дерев вкриті густим мохом та іншими несудинними епіфітами, а також оповиті різноманітними здерев'янілими напівепіфітними ліанами з родин Вересові (Ericaceae), Макгревієві (Marcgraviaceae) та Меластомові (Melastomataceae). В екорегіоні знаходиться центр різноманіття цих ліан. Над лісовим наметом підіймається багато дуже високих емерджентних дерев. На висоті понад 600 м над рівнем моря в лісах зустрічаються рожеві біллії (Billia rosea), західні жакаранди (Jacaranda hesperia), двоцвіті пуруми (Pourouma bicolor), іржасті гуаттерії (Guatteria ferruginea), корисні елегії (Elaeagia utilis) та різні види гуаб (Inga spp.), бросімумів (Brosimum spp.), сороцей (Sorocea spp.), цекропій (Cecropia spp.) та брунеллій (Brunellia spp.).
Вологі ліси Чоко та Дар'єну характеризуються одним з найвищих рівнів флористичного різноманіття та ендемізму у світі і є головним елементом Тумбес-Чоко-Магдаленської гарячої точки біорізноманіття. Загалом в регіоні зустрічається близько 10 000 видів судинних рослин, з яких майже 20 % є ендеміками, тобто більше ніде в світі не зустрічаються. Хоча ендемічних родин рослин в регіоні немає, тут зустрічається кілька ендемічних родів, деякі з яких, зокрема Cremosperma, включають велику кількість видів. Багато видів є місцевими ендеміками і мають дуже обмежений ареал. Особливо високе різноманіття спостерігається серед епіфітів та чагарників.

## Фауна
Фауна екорегіону також характеризується дуже високим різноманіттям та рівнем ендемізму. Надзвичайно велика кількість опадів ускладнює переміщення багатьох тварин, утворюючи розрив між ареалами деяких приматів та інших ссавців. Серед великих ссавців, поширених в регіоні, слід відзначити центральноамериканського тапіра (Tapirus bairdii), американську мазаму (Mazama americana), звичайного пекарі (Tayassu pecari), ошийникового пекарі (Dicotyles tajacu), колумбійського ревуна (Alouatta palliata), великого мурахоїда (Myrmecophaga tridactyla), бурогорлого лінивця (Bradypus variegatus), північного двопалого лінивця (Choloepus hoffmanni) та ягуара (Panthera onca), найбільшого хижака Колумбії. Серед інших хижих ссавців, поширених в регіоні, слід відзначити оцелота (Leopardus pardalis), маргая (Leopardus wiedii), ягуарунді (Herpailurus yagouaroundi), тайру (Eira barbara), кінкажу (Potos flavus), білоносу носуху (Nasua narica), смугастого свинорилого скунса (Conepatus semistriatus) та неотропічну видру (Lontra longicaudis), поширену на берегах річок. 
Також в екорегіоні поширені численні дрібні ссавці, зокрема чорно-білі капуцини (Cebus capucinus), низинні паки (Cuniculus paca), центральноамериканські агуті (Dasyprocta punctata), малі капібари (Hydrochoerus isthmius), рудохвості вивірки (Sciurus granatensis), центральноамериканські щетинці (Proechimys semispinosus), товстоголкові щетинці (Hoplomys gymnurus), південні колючі торбомиші (Heteromys australis), південні опосуми (Didelphis marsupialis), центральноамериканські волохаті опосуми (Caluromys derbianus), дев'ятипоясні броненосці (Dasypus novemcinctus), північні голохвості броненосці (Cabassous centralis), північні тамандуа (Tamandua mexicana) та різноманітні рукокрилі, зокрема великі мішкокрили (Saccopteryx bilineata). Ендеміками екорегіону є нічні мавпи Ернандеса (Aotus jorgehernandezi) та бурочереві лазаючі щури (Tylomys fulviventer), а майже ендемічними його представниками — буроголові коати (Ateles fusciceps), панамські нічні мавпи (Aotus zonalis), тамарини Жофруа (Saguinus geoffroyi), західні низинні олінго (Bassaricyon medius), західні карликові вивірки (Microsciurus mimulus), рудуваті м'якошерстні щетинці (Diplomys labilis), мірійські лазаючі щури (Tylomys mirae) та темні чотириокі опосуми (Philander melanurus).
Орнітофауна екорегіону нараховує 577 видів птахів. Найбільш різноманітною групою птахів в регіоні є представники родини тиранових (Tyrannidae), яких тут зустрічається 60 видів з 28 родів. Серед птахів, що зустрічаються в лісах регіону, слід відзначити малого татаупу (Crypturellus soui), великого кракса (Crax rubra), рудощоку перепелицю (Rhynchortyx cinctus), строкатого голуба (Patagioenas speciosa), верагуанського голубка (Leptotrygon veraguensis), велику піаю (Piaya cayana), смугастохвостого ерміта (Threnetes ruckeri), зеленого колібрі-довгохвоста (Discosura conversii), синьоголового колібрі-якобіна (Florisuga mellivora), фіолетоволобого колібрі-фею (Heliothryx barroti), фіолетоволобого колібрі-лісовичка (Thalurania colombica), бронзовохвостого колібрі-білогуза (Chalybura urochrysia), блакитноволого аріана (Polyerata amabilis), цакатла (Amazilia tzacatl), великодзьобого канюка (Rupornis magnirostris), чорноголового канюка (Leucopternis semiplumbeus), рудошийого орла-чубаня (Spizaetus ornatus), буру сову-лісовика (Strix virgata), строкату сову-лісовика (Strix nigrolineata), буру сову-роганя (Lophostrix cristata), червонодзьобого трогона (Trogon massena), жовтогрудого трогона (Trogon rufus), амазонійського момота (Baryphthengus martii), жовтошийого тукана (Ramphastos ambiguus), плямистоволого аракарі (Pteroglossus torquatus), чорнощоку гілу (Melanerpes pucherani), червоногорлу ятлу (Celeus loricatus), червоногузого дзьогана (Veniliornis kirkii), панамську таматію (Malacoptila panamensis), велику якамару (Jacamerops aureus), синьокрилого ару (Ara severus), жовтолобого амазона (Amazona farinosa), жовтощокого амазона (Amazona autumnalis), буроплечого тіріку (Brotogeris jugularis), синьолобого папугу (Touit dilectissimus), синьоголового папугу-червоногуза (Pionus menstruus), низинного сорокуша (Thamnophilus atrinucha), білобокого кадука (Myrmotherula axillaris), смугастого колючника (Cymbilaimus lineatus), тарабу (Taraba major), мурав'янку-голоока (Phaenostictus mcleannani), чорноголового мурахолова (Formicarius nigricapillus), строкатоплечого кокоа (Xiphorhynchus lachrymosus), дереволаза-долотодзьоба (Glyphorynchus spirurus), пурпурового плодоїда (Querula purpurata), руду пигу (Lipaugus unirufus), рудохвостого москверито (Terenotriccus erythrurus), тропічного тирана (Tyrannus melancholicus), жовтоголового тирана (Tyrannulus elatus), панамського копетона (Myiarchus panamensis), рудощоку комароловку (Microbates cinereiventris), білочеревого віреончика (Pachysylvia decurtata), рудолобого віреончика (Tunchiornis ochraceiceps), синьоброву паю (Cyanocorax affinis), каштанового поплітника (Cantorchilus nigricapillus), білогорлого поплітника (Pheugopedius fasciatoventris), амазонійського шпалюшка (Microcerculus marginatus), біловолого тріщука (Henicorhina leucosticta), світлочеревого дрозда (Turdus obsoletus), золотолобу гутураму (Euphonia xanthogaster), золотодзьобого тихоголоса (Arremon aurantiirostris), білогорлу коноту (Conopias albovittatus), товстодзьобу коноту (Psarocolius wagleri), блідого коронника (Myiothlypis fulvicauda), пурпурову танагру-медоїда (Cyanerpes caeruleus), блакитного цукриста (Dacnis cayana), синьощокого цукриста (Dacnis venusta) та церебу (Coereba flaveola).
Ендеміками екорегіону є колумбійські лінивки (Bucco noanamae), колумбійські коноти (Psarocolius cassini), панамські цукристи (Dacnis viguieri) та чоко (Xenornis setifrons), а майже ендемічними його представниками — панамські татаупи (Crypturellus kerriae), чорні татаупи (Crypturellus berlepschi), брунатні пенелопи (Penelope ortoni), рудолобі токро (Odontophorus erythrops), малі голуби (Patagioenas goodsoni), індигові голубки (Geotrygon purpurata), бліді горлички (Leptotila pallida), смугасті таязури (Neomorphus radiolosus), колумбійські леляки (Nyctiphrynus rosenbergi), колумбійські ерміти (Phaethornis yaruqui), гачкодзьобі колібрі (Androdon aequatorialis), пурпуровочереві колібрі (Polyerata rosenbergi), білоокі трогони (Trogon comptus), білохвості трогони (Trogon chionurus), панамські тукани (Selenidera spectabilis), гірські тукани (Ramphastos brevis), смугастодзьобі аракарі (Pteroglossus sanguineus), колумбійські дятли-смугані (Piculus litae), червоногруді дятли-кардинали (Campephilus splendens), колумбійські дзьогани (Veniliornis chocoensis), панамські лінивки-смугохвости (Nystalus radiatus), чорноволі лінивки-строкатки (Notharchus pectoralis), плямистобокі бородатки (Capito maculicoronatus), жовтобокі бородатки (Capito quinticolor), колумбійські рарії (Micrastur plumbeus), чокоанські сплюшки (Megascops centralis), золотоголові каїки (Pyrilia pyrilia), рожевощокі каїки (Pyrilia pulchra), сапаї (Sapayoa aenigma), західні кадуки (Myrmotherula pacifica), західні покривники (Sipia nigricauda), узлісні покривники (Sipia berlepschi), рудоголові кусачки (Pittasoma rufopileatum), чорноголові кусачки (Pittasoma michleri), перлистоволі батарито (Dysithamnus puncticeps), рудоволі мурашниці (Hylopezus dives), чокоанські манакіни (Cryptopipo litae), жовті манакіни-короткокрили (Manacus vitellinus), білоброві сірохвости (Xenerpestes minlosi), венесуельські котинги (Cotinga nattererii), чорнодзьобі блаватники (Caprodectes hopkei), жовтокрилі мухоїди (Tolmomyias flavotectus), чорноголові аруни (Myiornis atricapillus), панамські тиранчики (Phylloscartes flavovirens), попелясті тиранці (Myiopagis parambae), чокоанські тирани-свистуни (Sirystes albogriseus), південні криводзьоби (Oncostoma olivaceum), темні пікоплано (Rhynchocyclus pacificus), сірогорлі комароловки (Polioptila schistaceigula), панамські поплітники (Cantorchilus elutus), брунатні покривники (Percnostola zeledoni), смугастогруді поплітники (Cantorchilus leucopogon), білоголові різжаки (Campylorhynchus albobrunneus), колумбійські дрозди (Turdus daguae), пістрявобокі гутурами (Euphonia fulvicrissa), чокоанські коронники (Myiothlypis chlorophrys), чорні коноти (Psarocolius guatimozinus), колумбійські танагри-широкодзьоби (Chlorothraupis olivacea), вохристоволі танагри-широкодзьоби (Chlorothraupis stolzmanni), сірі танагри (Tangara inornata), рудокрилі танагри (Tangara lavinia), синьовусі танагри (Tangara johannae), еквадорські танагри (Poecilostreptus palmeri), червоноброві танагри-інки (Heterospingus xanthopygius), нікарагуанські танагри-жалібниці (Tachyphonus delatrii), колумбійські танагрики (Chrysothlypis salmoni) та золотоволі аркеї (Bangsia rothschildi). Більшість з цих видів також зустрічаються на північному заході Еквадору та на Панамському перешийку. Майже ендемічні панамські колібрі-сапфіри (Chrysuronia humboldtii) переважно зустрічаються у мангрових лісах на тихоокеанському узбережжі Колумбії, однак вони також трапляються у прибережних лісах екорегіону.
Герпетофауна екорегіону нараховує понад 127 видів амфібій та 100 видів плазунів, зокрема 35 змій з родини Полозові (Colubridae) та 26 ящірок з родини Ігуанові (Iguanidae). Серед поширених в регіоні плазунів слід відзначити шипохвосту ігуану Данна (Enyalioides groi) та велетенського зеленого аноліса (Anolis parvauritus), а серед амфібій — ель-тамбійську коротконогу жабу (Atelopus longibrachius), рогату сумчасту квакшу (Gastrotheca cornuta) та ендемічного жахливого листолаза (Phyllobates terribilis), одну з найотруйніших тварин світу.

## Збереження
Частина лісів на північному заході Колумбії була замінена банановими плантаціями та фермами, а на південному сході Колумбії — плантаціями олійної пальми. Тим не менш, більша частина лісів екорегіону, особливо в центральній частині тихоокеанського узбережжя Колумбії та в районі Дар'єнського розриву, є відносно незайманими. Великі ділянки незайманих дощових лісів представляють високий інтерес для наукових досліджень та екотуризму. Деякі ділянки вторинних лісів екорегіону мають вік майже 500 років, тому вони придатні для дослідження відновлення дощових лісів.
Тим не менш, дощовим лісам екорегіону загрожує вирубка. Станом на 1995 рік було знищено від 10 % до 20 % рослинного покриву екорегіону. У лісах Чоко видобувається більше половини колумбійської деревини. Станом на 1990 рік близько 600 км² лісів вирубувалися щорічно.
Оцінка 2017 року показала, що 8159 км², або 11 % екорегіону, є заповідними територіями. Природоохоронні території включають: Національний природний парк Лос-Катіос, Національний природний парк Утріа, Національний природний парк Санкіанга, Національний природний парк острова Горгона, Національний природний парк Фаральонес-де-Калі та Національний природний парк Парамільйо в Колумбії, а також Національний парк Дар'єн в Панамі. У 1981 році Національний парк Дар'єн був внесений до списку Світової спадщини ЮНЕСКО, а у 1994 році до цього ж списку був внесений і Національний парк Лос-Катіос.